# Thecla cosmophila
Thecla cosmophila är en fjärilsart som beskrevs av Günter Theodor Tessmann 1928. Thecla cosmophila ingår i släktet Thecla och familjen juvelvingar. Inga underarter finns listade i Catalogue of Life.